# Anthony Swamy Thomasappa
Anthony Swamy Thomasappa (ur. 9 lutego 1951 w Mariannapalaya) – indyjski duchowny rzymskokatolicki, od 2007 biskup Chikmagalur.

## Życiorys
Święcenia kapłańskie przyjął 20 maja 1984 i został inkardynowany do archidiecezji Bangalore. Po święceniach pracował przez kilka lat jako duszpasterz parafialny, zaś w 1992 objął stanowisko wykładowcy w seminarium w Bengaluru.
2 grudnia 2006 został mianowany biskupem Chikmagalur. Sakry biskupiej udzielił mu 6 lutego 2007 abp Bernard Moras.